# Sonja Steinacher
Sonja Steinacher (* 16. August 1975 in Brixen) ist eine ehemalige italienische Naturbahnrodlerin. In der zweiten Hälfte der 1990er-Jahre und zu Beginn der 2000er-Jahre gehörte sie zu den erfolgreichsten Sportlerinnen im Naturbahnrodeln. Sie wurde dreimal Weltmeisterin, einmal Europameisterin, zweimal Junioreneuropameisterin und gewann mit insgesamt 14 Siegen in Weltcuprennen viermal den Gesamtweltcup.

## Karriere
Sonja Steinacher nahm im Jahr 1992 erstmals an internationalen Titelkämpfen teil. Während sie bei den Welt- und Europameisterschaften in der Allgemeinen Klasse vorerst noch ohne Medaille blieb, erreichte sie bei den Junioreneuropameisterschaften bei all ihren Starts einen Podestplatz: 1992 in Stange sowie 1995 in Saint-Marcel/Fénis gewann sie jeweils die Bronzemedaille und 1993 in Rautavaara sowie 1994 in Längenfeld wurde sie zweimal Junioreneuropameisterin. In diesen Jahren erzielte Steinacher auch im neu eingeführten Weltcup die ersten Podestplätze. Im ersten Weltcuprennen der Geschichte am 13. Dezember 1992 wurde sie hinter der Russin Ljubow Panjutina Zweite. Mit einem weiteren Podestplatz in Gummer beendete sie die Saison 1992/1993 an sechster Position im Gesamtweltcup. Nachdem sie im Winter 1993/1994 ohne Podestplatzierung geblieben war, fuhr sie in den Saisonen 1994/1995 und 1995/1996 wieder mehrmals unter die schnellsten drei und erreichte jeweils den vierten Rang im Gesamtweltcup.
Der endgültige Durchbruch gelang Steinacher in der Saison 1996/1997. Mit ihrem ersten Weltcupsieg am 19. Januar 1997 in Szczyrk sowie drei zweiten Plätzen und einem dritten Rang entschied sie zum ersten Mal den Gesamtweltcup für sich – vor der Russin Panjutina, die trotz dreier Siege in der zweiten Saisonhälfte ihren Rückstand auf Steinacher nicht mehr wettmachen konnte. Mit einem dritten Platz bei der Europameisterschaft 1997 in Moos in Passeier gewann sie zudem ihre erste Medaille bei Großereignissen, was ihr von nun an in jedem Jahr gelang. So wurde sie bei der Weltmeisterschaft 1998 in Rautavaara erneut Dritte und gewann bei der Europameisterschaft 1999 in Szczyrk die Goldmedaille.
Im Gesamtweltcup der Saison 1997/1998 erzielte Steinacher mit zwei Podestplätzen den dritten Rang. In der Saison 1998/1999 fuhr sie in jedem der sechs Weltcuprennen unter die schnellsten drei, wobei sie eines gewann, dreimal Zweite und zweimal Dritte wurde, aber im Gesamtweltcup von Elvira Holzknecht um knappe fünf Punkte geschlagen wurde. Ähnlich knapp fielen auch die Entscheidungen im Gesamtweltcup der nächsten beiden Jahre aus. In der Saison 1999/2000 entschied Steinacher dank vierer Siege und zwei dritter Plätze mit einem Vorsprung von 15 Punkten auf Holzknecht zum zweiten Mal den Gesamtweltcup für sich, doch in der Saison 2000/2001 blieb sie trotz zweier Siege sowie je einem zweiten und dritten Platz um zehn Punkte hinter der Russin Jekaterina Lawrentjewa. Bei der Weltmeisterschaft 2000 in Olang hatte Steinacher auch gegenüber Lawrentjewa das Nachsehen, doch im folgenden Jahr gewann sie bei der Weltmeisterschaft 2001 in Stein an der Enns sowohl die Goldmedaille im Einsitzerwettbewerb als auch die Goldmedaille im erstmals ausgetragenen Mannschaftswettbewerb, zusammen mit Anton Blasbichler, Armin Mair und David Mair.
Eine eindrucksvolle Leistung zeigte Steinacher in der Saison 2001/2002. Sie gewann fünf der sechs Weltcuprennen und sicherte sich damit überlegen ihren dritten Gesamtweltcupsieg. Bei der Europameisterschaft 2002 in Frantschach-Sankt Gertraud musste sie sich jedoch in einer knappen Entscheidung mit dem dritten Platz hinter Sandra Lanthaler und Jekaterina Lawrentjewa begnügen. Sehr knapp fiel auch die Entscheidung im Gesamtweltcup der Saison 2002/2003 aus, die sich zu einem Zweikampf zwischen Jekaterina Lawrentjewa und Sonja Steinacher entwickelte. Nach vier der sechs Saisonrennen lag Lawrentjewa noch mit zehn Punkten Vorsprung in Führung, doch mit ihrem 14. und letzten Weltcupsieg am 30. Januar 2003 in Kindberg entschied Steinacher letztlich mit fünf Punkten Vorsprung zum vierten Mal den Gesamtweltcup für sich, was zuvor noch keiner Naturbahnrodlerin gelungen war. Bei der Weltmeisterschaft 2003 in Železniki gewann Steinacher mit sieben Hundertstelsekunden Vorsprung auf Lawrentjewa ihren dritten Weltmeistertitel. Nach der Saison 2002/2003 beendete Steinacher im Alter von 27 Jahren ihre erfolgreiche Karriere.

## Erfolge

### Weltmeisterschaften
- Bad Goisern 1992: 8. Einsitzer
- Gsies 1994: 4. Einsitzer
- Rautavaara 1998: 3. Einsitzer
- Olang 2000: 2. Einsitzer
- Stein an der Enns 2001: 1. Einsitzer, 1. Mannschaft
- Železniki 2003: 1. Einsitzer

### Europameisterschaften
- Stein an der Enns 1993: 7. Einsitzer
- Kandalakscha 1995: 6. Einsitzer
- Moos in Passeier 1997: 3. Einsitzer
- Szczyrk 1999: 1. Einsitzer
- Frantschach 2002: 3. Einsitzer

### Junioreneuropameisterschaften
- Stange 1992: 3. Einsitzer
- Rautavaara 1993: 1. Einsitzer
- Längenfeld 1994: 1. Einsitzer
- Fénis 1995: 3. Einsitzer

### Weltcup
- 4× Gesamtweltcupsieg im Einsitzer in den Saisonen 1996/1997, 1999/2000, 2001/2002 und 2002/2003
- 2× 2. Platz im Einsitzer-Gesamtweltcup in den Saisonen 1998/1999 und 2000/2001
- 1× 3. Platz im Einsitzer-Gesamtweltcup in der Saison 1997/1998
- 38 Podestplätze, davon 14 Siege:

| Datum              | Ort                    | Land          |
| ------------------ | ---------------------- | ------------- |
| 19. Januar 1997    | Szczyrk                | Polen         |
| 17. Januar 1999    | Bad Goisern            | Österreich    |
| 16. Januar 2000    | Garmisch-Partenkirchen | Deutschland   |
| 23. Januar 2000    | Gummer                 | Italien       |
| 20. Februar 2000   | Železniki              | Slowenien     |
| 27. Februar 2000 * | Fénis                  | Italien       |
| 7. Januar 2001     | Unterammergau          | Deutschland   |
| 14. Januar 2001    | Lüsen                  | Italien       |
| 14. Dezember 2001  | Olang                  | Italien       |
| 16. Dezember 2001  | Olang                  | Italien       |
| 19. Dezember 2001  | Triesenberg            | Liechtenstein |
| 13. Januar 2002    | Umhausen               | Österreich    |
| 27. Januar 2002 *  | Železniki              | Slowenien     |
| 30. Januar 2003    | Kindberg               | Österreich    |

* zeitgleich mit Sandra Mariner